# Friedrich Ruth

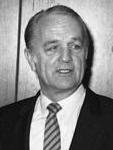
Friedrich Ruth (1983)

Friedrich Ruth (* 10. Februar 1927 in Michelfeld; † 1. September 2016 in Bonn) war ein deutscher Diplomat. Er war von 1986 bis 1992 Botschafter in Italien.

## Leben
Friedrich Ruth, Sohn eines Kaufmanns, wurde 1944/45 noch als Soldat verpflichtet. Von 1948 bis 1955 studierte er an der Ruprecht-Karls-Universität Heidelberg Lehramt an Volksschulen (1948–1949) und Philologie (1950–1955). 1955 wurde er mit einer Arbeit über die Weltanschauung Tobias Smolletts zum Dr. phil. promoviert.
1956 trat er in den Dienst des Auswärtigen Amtes in Bonn ein. Nach dem Vorbereitungsdienst für den höheren Auswärtigen Dienst war er am Generalkonsulat Chicago (1959–1962) und an der Botschaft in Washington (1962–1966) tätig. Von 1966 bis 1967 hatte Ruth in der Bonner Zentrale in der Abteilung II (Politische Abteilung) die Leitung des Referats II B 2 (Europäische Sicherheit und sonstige regionale Sicherheitsmaßnahmen) inne.
1967 wechselte er in das Bundeskanzleramt und war dort in der Abteilung Z (1967–1970) und in der Abteilung I (1968) tätig. Von 1968 bis 1969 hatte er die Leitung des Teil-Referats I/4 (Kanzlerbüro; persönliche Post und Reisen des Bundeskanzlers, Protokollangelegenheiten) inne.
1970 wechselte er wiederum in das Auswärtige Amt und war zunächst beim NATO Defense College in Rom. Anschließend übernahm er die Leitung des Referats II B 2 (Europäische Sicherheit, sonstige Fragen regionaler Abrüstung und Rüstungskontrolle) in der Abteilung II (Politische Abteilung) (1970–1972), die Leitung des Referats II B 2 in der Abteilung 2 (Politische Abteilung) (1970–1972) und die Leitung des Referats 221 (Europäische Sicherheit; Regionale Abrüstung, Rüstungsbegrenzung und Rüstungskontrolle) (1976–1977).
1973 wurde er Gesandter Leiter der Deutschen Delegation bei den MBFR-Vorverhandlungen in Wien. Von 1977 bis 1986 war er im Rang eines Botschafters Leiter der Unterabteilung 2 A (Beauftragter der Bundesregierung für Fragen der Abrüstung und Rüstungskontrolle).
Von Dezember 1986 bis Februar 1992 Botschafter in Rom und San Marino, anschließend ständiger Vertreter der Bundesrepublik Deutschland bei der Ernährungs- und Landwirtschaftsorganisation der Vereinten Nationen (FAO) in Rom.
Als persönlicher Beauftragter des Außenministers Klaus Kinkel war er 1997 bis 1998 an der Konvention über das Verbot des Gebrauchs, der Lagerung, Herstellung und Weitergabe von Antipersonenminen und über ihre Zerstörung 1997, der so genannten Osloer Minenkonferenz, beteiligt.
Ruth engagierte sich in der Stiftung Bundeskanzler-Adenauer-Haus. Er war Präsident und Ehrenpräsident der VDIG – Vereinigung Deutsch-Italienischer Kultur-Gesellschaften (federazione delle associazioni italo-tedesche). Zudem Ehrenvorsitzender des Istituto di Cultura Germanica – A.C.I.T. Er war langjähriger Leiter der Koordinierungsstelle für den deutsch-italienischen Jugendaustausch.
Friedrich Ruth starb im Alter von 89 Jahren in Bonn.

## Ehrungen und Auszeichnungen
- Verdienstorden der Italienischen Republik (Ritter)
- 1978 Verdienstkreuz am Bande des Verdienstordens der Bundesrepublik Deutschland
- 1982 Ehrenverdienstkreuz des Landes Baden-Württemberg
- 1983 Verdienstkreuz 1. Klasse des Verdienstordens der Bundesrepublik Deutschland
- 1988 Großes Verdienstkreuz des Verdienstordens der Bundesrepublik Deutschland
- Träger des ersten Premio Culturale der Vereinigung Deutsch-Italienischer Kultur-Gesellschaften
- Ehrenmitglied der KAV Capitolina Rom im CV
- 1992 Cavaliere di Gran Groce der Republik Italien
- 1992 Ehrenbürger der Stadt Cassino, Italien
- 1992 Päpstlicher Silvesterorden